# Lionel Torres
Lionel Torres, född 16 mars 1975, är en fransk bågskytt. Han deltog vid olympiska sommarspelen 1996 och olympiska sommarspelen 2000.